# Tenis ziemny na Igrzyskach Panamerykańskich 1999
Tenis ziemny na Igrzyskach Panamerykańskich 1999 – turniej tenisowy, który był rozgrywany w dniach 29 lipca–5 sierpnia 1999 roku podczas igrzysk panamerykańskich w Winnipeg. Zawodnicy zmagali się na obiektach Winnipeg Lawn Tennis Club. Tenisiści rywalizowali w czterech konkurencjach: singlu i deblu mężczyzn oraz kobiet.

## Medaliści
| Konkurencja             | Złoty medal                | Srebrny medal                | Brązowy medal                                                     |
| gra pojedyncza mężczyzn | Paul Goldstein             | Cecil Mamiit                 | David Nalbandian Paulo Taicher                                    |
| gra pojedyncza kobiet   | María Vento-Kabchi         | Tara Snyder                  | Mariana Díaz-Oliva Alexandra Stevenson                            |
| gra podwójna mężczyzn   | André Sá Paulo Taicher     | Óscar Ortiz Marco Osorio     | Bob Bryan Mike Bryan Johnny Romero Maurice Ruah                   |
| gra podwójna kobiet     | Joana Cortez Vanessa Menga | Paula Cabezas Bárbara Castro | Mariana Díaz-Oliva Clarisa Fernández Renata Kolbovic Aneta Soukup |

### Tabela medalowa
| Miejsce | Państwo           | Złoto | Srebro | Brąz | Razem |
| ------- | ----------------- | ----- | ------ | ---- | ----- |
| 1       | Brazylia          | 2     | 1      | 0    | 3     |
| 2       | Stany Zjednoczone | 1     | 2      | 2    | 5     |
| 3       | Wenezuela         | 1     | 0      | 1    | 2     |
| 4       | Meksyk            | 0     | 1      | 0    | 1     |
|         | Chile             | 0     | 1      | 0    | 1     |
| 6       | Argentyna         | 0     | 0      | 3    | 3     |
| 7       | Kanada            | 0     | 0      | 1    | 1     |
|         | Razem             | 4     | 4      | 8    | 16    |